# 永手町
永手町（ながてちょう）は兵庫県神戸市灘区の町名。現行行政地名は永手町一丁目から永手町五丁目。
令和2年国勢調査（2020年10月1日）での世帯数827、人口1,367、うち男性623人、女性744人。郵便番号は657-0027。

## 地理
JR西日本六甲道駅を有し、同駅の北側に広がる。東は高羽川を挟み弓木町、南はJR東海道本線を挟み深田町、西は稗原町、北西は森後町、北は山手幹線を挟み高徳町。東から順に一～五丁目が配される。

## 歴史
同区東部、旧・八幡字森後・中ノ通の各一部から1932年（昭和7年）9月に成立した。

## 地名の由来
『神戸の町名』によればナガテとは長い道のことであり、「繩手」と同じ意味で使われているという。江戸時代、開墾を奨励するため、田畑を拓いてから何年間か租税を免除するという特別措置があり、その年季の終わりに受ける検注を「縄をうける」と言った。柳田國男は「今日、繩手という普通名詞なども測地のための幹線というのがもとで、長く通った道路を意味するように転じたかと思う」と書いている事からナガテも同様であるとして以上の説が唱えられている。